# Puzzone di Moena
Le puzzone di Moena (Spretz tzaorì en ladin) est un fromage de la vallée de Fassa (Italie).
En 1984, il a remporté la médaille de bronze au concours international des fromages de montagne de Grenoble.